# The Fixx
A The Fixx brit new wave, pop könnyűzenei együttes. 1979-ben alakultak Londonban, "Portraits" néven. Ezt egy évvel később "The Fixx"-re változtatták. Legnagyobb slágereik: "One Thing Leads to Another", "Saved by Zero", "Are We Ourselves?", "Secret Separation".

## Tagok
- Cy Curnin – ének (1979–)
- Adam Woods – dob, ütős hangszerek (1979–)
- Rupert Greenall – billentyűk, vokál (1979–)
- Jamie West-Oram – gitár, vokál (1980–)
- Dan K. Brown – basszusgitár, vokál (1983–1994, 2008–)

### Korábbi tagok
- Tony McGrail – gitár, vokál (1979–1980)
- Russell Mckenzie – basszusgitár, vokál (1979–1980)
- Charlie Barrett – basszusgitár, vokál (1980–1983)
- Alfie Agius – basszusgitár, vokál (1983)
- Gary Tibbs – basszusgitár, vokál (2002–2008)

### Turnézenészek
- Dennis Bovell – basszusgitár (1994–1998)
- Chris Tait – basszusgitár (1998–2002)

## Diszkográfia

### Nagylemezek
- Shuttered Room (1982)
- Reach the Beach (1983)
- Phantoms (1984)
- Walkabout (1986)
- Calm Animals (1989)
- Ink (1991)
- Happy Landings & Lost Tracks (1996)
- Elemental (1998)
- 1011 Woodland (1999)
- Want That Life (2003)
- Beautiful Friction (2012)
- Every Five Seconds (2022)